# Gładyszów
Gładyszów is een plaats in het Poolse district Gorlicki, woiwodschap Klein-Polen. De plaats maakt deel uit van de gemeente Uście Gorlickie en telt 430 inwoners.